# Panorama de la Crucifixion du Christ à Einsiedeln
Le Panorama de la Crucifixion du Christ à Einsiedeln désigne une peinture panoramique et la rotonde qui l’héberge, situé dans le ville de pèlerinage d'Einsiedeln en Suisse. Il montre la ville de Jérusalem le jour de la crucifixion de Jésus-Christ. Le panorama a été construit en 1892/93, mais le 17 mars 1960, un incendie détruit la toile et le bâtiment. La reconstruction commence la même année et la réouverture a lieu le 14 avril 1962. Le nouveau tableau a les mêmes dimensions que l'ancien et conserve tous les détails de la composition originale, mais il est peint dans un style impressionniste qui s'écarte du style de peinture réaliste d'origine.

## La rotonde
Le bâtiment panoramique d'origine était une construction dodécagonale en bois d'un diamètre de 33 mètres. Le nouveau bâtiment est au même endroit, avec la même forme et la même taille. Il possède une structure en acier et des murs en béton constitués de granulés d'argile expansée.

## La peinture panoramique
La peinture panoramique mesure 10 m de haut et 100 m de large. La peinture originale est achevée en six mois en 1892/93 par les peintres Karl Hubert Frosch et Josef Krieger et l'artiste américain William Robinson Leigh dans une rotonde située sur Theresienhöhe à Munich. Le panorama est exposé  pendant plusieurs semaines avant d'être transporté à Einsiedeln. Le 1er juillet 1893, le panorama est ouvert au public. Après l'incendie de 1960, le tableau a été repeint dans les six mois en 1961/62 par les artistes viennois Hans Wulz (1909-1985) et Josef Fastl (1929-2008). Le premier plan en plastique, appelé faux-terrain, a été conçu par Hans Städeli en collaboration avec des scénographes du théâtre de la ville de Bern.

## Gestion
Le panorama est géré par une société privée appartenant à la famille Fuchs qui existe depuis sa fondation. En 1993, le panorama a célébré son 100e anniversaire. Il est l'une des attractions les plus importantes de la région d'Einsiedeln pour les pèlerins et les touristes.

## Les Panoramas de la Crucifixion du Christ
En 1885, une entreprise de panoramas de Munich charge le peintre allemand Bruno Piglhein (1848-1894) de réaliser un panorama de La crucifixion du Christ à Jérusalem. Piglhein s'est rendu à Jérusalem à des fins d'études, accompagné de ses assistants Karl Hubert Frosch et Joseph Krieger. Après un séjour de six mois en Palestine et neuf mois d'exécution, la peinture de 15 mètres de haut et 120 mètres de large est achevée en 1886. De juin 1886 à mars 1889, elle est exposée avec grand succès à Munich dans la rotonde de le rue Goethe. Du printemps 1889 à la fin de 1891, elle est exposée à Berlin et à partir de mars 1892 à Vienne, où elle est détruite par un incendie en avril 1892.
Environ treize copies plus ou moins identiques du tableau de Bruno Piglhein ont été réalisées, principalement par ses assistants Karl Hubert Frosch et Joseph Krieger. Parmi eux se trouve la peinture originale d'Einsiedeln. D'autres copies toujours visitables sont :
- le Panorama de la Crucifixion du Christ à Altötting
- le Cyclorama de Jérusalem à Sainte-Anne-de-Beaupré dans la province de Québec au Canada